# Halil Altıntop
Halil Altıntop (ur. 8 grudnia 1982 w Gelsenkirchen) – turecki piłkarz występujący na pozycji napastnika. Od 2018 roku jest zawodnikiem 1. FC Kaiserslautern.
Jako junior grał w Schwarz-Weiss Gelsenkirchen (1991–1992), Tus Rotthausen (1992–1996) oraz SG Wattenscheid 09 (1996–2003). Karierę zawodową spędził grając dla klubów 1. FC Kaiserslautern (2003–2006), FC Schalke 04 (2006–2010), Eintracht Frankfurt (2010–2011) oraz Trabzonspor (2010–2012). 1 lipca 2013 roku podpisał 2-letni kontrakt z niemieckim zespołem FC Augsburg.
Jest bratem bliźniakiem Hamita Altıntopa.